# 李亨利案
李亨利案，全称李亨利资助危害国家安全犯罪活动案，是一件中华人民共和国有关资助危害国家安全犯罪活动罪的公诉案件。2019年11月，该案与李孟居案同时被中国大陆媒体公开，而两案皆与反对逃犯条例修订草案运动相关。李亨利是在中国大陆，首位因涉及反对逃犯条例修订草案运动被起诉的外籍人士。
2019年11月26日，广州市国家安全局以“涉嫌资助危害国家安全犯罪活动罪”逮捕李亨利。2020年4月23日，案件侦查终结，移送广州市人民检察院审查起诉。2021年4月2日，李亨利因2009年以来的对外资助活动，犯资助危害国家安全犯罪活动罪被广东省广州市中级人民法院一审判入獄11年。
中华人民共和国官方媒体《环球时报》和中央电视台《焦点访谈》节目称他是反对逃犯条例修订草案运动和香港其它政治活动中，反政府人士的资助者。据指控，他对周永康有直接资助，但周予以否认。

## 被告人
李亨利，伯利兹国籍。根据2021年4月14日中央电视台《焦点访谈》节目对其身份的详细介绍，他原名李沪祥，1955年出生于上海，汉族人，籍贯广东梅县，上海美东房地产有限公司原副总裁。最初，李亨利是美国美东有限公司香港代表，为美东有限公司在上海开设在华总部。案发前，李亨利公开身份是美东有限公司合伙人、第一副总裁、股东、中国首席代表。或指李亨利为美东有限公司实际控制人。案发前，美东公司已“具备了亿级［人民币］的规模”。
2020年4月26日，《环球时报》对李亨利案进行报道，李亨利容貌、实际身份和背景首次被曝光。李亨利祖父在香港生活和经营企业。父母的亲属在香港、英国等地生活。李亨利父亲曾在中国大陆的大学任教。李亨利在香港亲属帮助下，归化取得伯利兹国籍。2021年《焦点访谈》节目指，归化动机是为“生意上避税”。因李亨利对“某西方大国极度崇拜，平时都以该国华侨面貌示人”，亦要求妻子、儿子同样“说明自己是该国人员的身份”。外界友人由此误会他的国籍。
《焦点访谈》节目中出现的拘役犯释放审批表显示，李亨利在1982年3月因引诱女青年卖淫、供港商方某某等人（或指为李亨利的香港舅舅）嫖宿。由上海南市法院进行司法判决。拘役期，李亨利表现尚好，同年9月释放。1985年1月，李亨利因诈骗再度被公安机关处理（或指因冒充美国大公司代表、伪造公账诈骗被警方拘留）。《焦点访谈》节目指，因此李亨利对中国政府的“怨恨和仇视开始滋长”，“只要是对中国不利的事情，他都会不遗余力地支持。”李亨利虽然不掩饰自己的反中思想，但与中国政府官员接触时，则“表现出自己是爱国商人”，亦或称之为“两面人”。《薄熙來受賄、貪污、濫用職權案一審刑事判決書》显示，2000年时，徐明曾通过李亨利的公司向中国境外汇款，供薄熙来的妻子薄谷开来在法国购买别墅。

## 案件相关
2019年11月，《广州日报》的报道中，指在中国居住经商的李亨利，“长期向在美敌对组织骨干提供经费，资助境外敌对组织和人员危害我国家安全，支持“反中乱港”活动，配合外部势力插手香港事务”。2020年《环球时报》也报道李亨利涉嫌常年资助反华势力，是“乱港反中”活动中的“金主”，视为“吃中国饭，砸中国锅”的典型。2009年，李亨利与《争鸣》杂志编者杨某某（杨建利，被称为“反华分子”、“在美敌对分子”）相识，建立正式交往。杨某某的最终政治理想是推翻中国共产党在中国的执政。“李亨利认为杨某某是与自己灵魂完全契合的人，他们可以一起完成所谓共同的政治抱负。”上海市国家安全局干警指，李亨利在十年左右时间内资助杨某某数十万美元的资金。2018年下半年，某国议会选举期间，李亨利通过杨某某向反华议员提供政治献金，所支持的议员“只有两个没选上”。
《焦点访谈》节目指，李亨利早在2011年便在香港开展反华活动。2011年6月，李亨利前往香港与香港立法会议员梁国雄进行“秘密会面”。节目又指在2014年佔中運動期间，李亨利資助黃之鋒、周永康、羅冠聰、張崑陽等人與西方大國「反中政客及官員」會面。其中为支持周永康参加欧洲的「反中政治活动」，直接为他购买赴欧洲的机票。2018年，某西方大国预备制定涉港制裁法案。李亨利以中国境内香港问题专家身份参与闭门会议，提出意见。广州市国家安全局干警认为李亨利“使该西方大国对我们的打压和遏制更具有杀伤力，这是典型的汉奸行径。”上海市国家安全局干警指，李亨利曾在公司经营不善、现金流紧张的情况下，骗取国有银行数以百万计（李亨利提及数额为“510万元”）的贷款，汇入他在境外的私人帐户。部分钱款资助杨某某的“反中乱港活动”。广州市国家安全局一名干警称：“在李亨利的资助下，境外反华分子杨某某多次将黄之锋、周永康、罗冠聪、张昆阳等反中乱港分子引荐到境外……（他们）编造中国压迫人权、香港警方暴力执法等所谓证据，污蔑中央政府涉港政策，勾结该西方大国反华政客介入香港事务。”

## 司法进程
2020年4月23日，广州市国家安全局对案件的侦查终结，依法移送广州市人民检察院审查起诉。广州市国家安全局侦查证实，“李亨利长期向在美敌对分子提供大量资金，勾结境外反华势力插手香港事务，资助实施危害我国家安全的犯罪活动。”
广东省广州市中级人民法院进行案件一审。广州市人民检察院提出指控，自2009年以来，李亨利明知杨某（另案处理）开展反对中国共产党和国家政权的系列活动、配合外部势力干涉香港特别行政区事务等危害国家安全犯罪活动的情况下，仍长期资助杨某。广东省广州市中级人民法院审理后认为，李亨利资助他人实施危害国家安全犯罪活动，情节严重，其行为已构成资助危害国家安全犯罪活动罪，依法应予惩处。公诉机关指控的事实清楚，证据确实、充分。根据案件的性质、情节、被告人的作案手段、方式及作案后的表现，于2021年4月2日做出一审判决。判决结果显示：李亨利犯资助危害国家安全犯罪活动罪，判处有期徒刑十一年，并处没收个人财产200万元。

## 回应与影响
被指控受李亨利资助的羅冠聰、周永康、張崑陽後來宣称，自己不認識李亨利。張崑陽和羅冠聰進一步寫道，自己在會見任何外國官員時都不需要經中間人協調，後者更質疑央視強迫人於電視上認罪。周永康則說自己只是在地鐵站與事主見過幾分鐘。
2024年4月14日，中华人民共和国国家安全部官方微信公众号推出的全民国家安全教育日专题視頻《创新引领·国安砺剑》上集中，回顾十个重大间谍案件，其中李亨利案列居首位。

## 备注
1. ↑  2021年4月《焦点访谈》节目[6]多次提及“某西方大国”。下文提及的某西方大国“涉港制裁法案”中，某西方大国被认为是美国[10]。
2. 1 2  2020年4月《环球时报》报道[7]原文：知情人还透露了一些他的“前科”，比如李亨利曾在80年代诱骗年轻女子供他在香港的舅舅来内地嫖宿，结果被警方抓住蹲了半年牢。他在发家之前，还曾经搞过冒充美国大公司的代表和伪造公账诈骗的勾当，也被警方拘留过。
3. ↑  2021年4月《焦点访谈》节目[6]称，2018年，李亨利“在与杨某某在境外会面时，偶然得知某西方大国正准备研究出台涉港制裁法案，而杨某某有机会参与其中[……]”。BBC News 中文的报道[10]，认为某西方大国“涉港制裁法案”即是特朗普政府时期，美国政府对中华人民共和国中央政府官员和香港官员实施制裁的法案。